# 심초음파검사

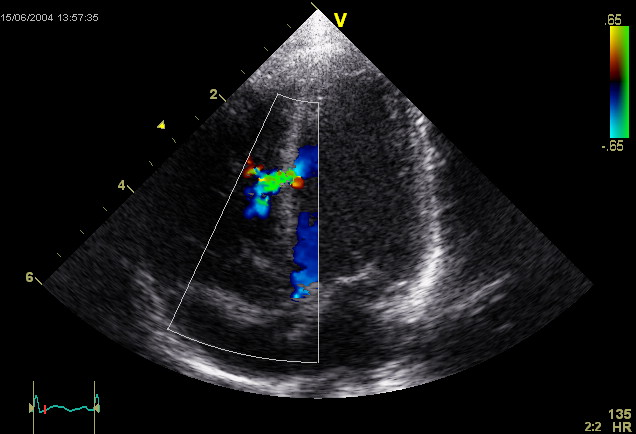

심초음파검사(心超音波檢査, 영어: echocardiography)는 심장을 초음파를 이용해 검사하는 것이다. 심장초음파검사(心臟超音波檢査)라고도 한다. 심초음파검사는 초음파를 이용한 의학촬영의 한 유형이다.
심초음파검사는 심장 질환이 있는 환자의 진단, 관리 및 후속 조치에 일상적으로 사용된다. 심장의 크기와 모양, 펌핑 용량, 조직 손상의 위치 및 범위를 포함하여 유용한 정보를 풍부하게 제공할 수 있다. 심초음파검사는 또한 의사에게 심박출량, 박출률 및 이완기 기능 계산과 같은 심장 기능에 대한 다른 추정치를 제공할 수 있다.
심초음파검사는 박출률을 평가하여 심부전 환자의 치료 및 추적 관찰에 중요하다.
심초음파검사는 비대성 심근병증, 확장성 심근병증 및 기타 여러 가지와 같은 심근증을 감지하는 데 도움이 될 수 있다. 심초음파검사의 가장 큰 장점은 침습적이지 않고 알려진 위험이나 부작용이 없다는 것이다. 심초음파검사는 심장 구조의 초음파 이미지를 생성할 수 있을 뿐만 아니라 도플러 심초음파검사로 심장을 통해 흐르는 혈액의 정확한 평가를 생성할 수 있다. 이를 통해 심장을 통한 정상 및 비정상 혈류를 모두 평가할 수 있다.

### 유형

#### 경흉부 심초음파
경흉부 심초음파의 경우 흉벽(또는 흉부)에 심초음파 변환기를 대고 흉벽을 통해 영상을 촬영한다. 이것은 심장에 대한 빠르고 비침습적 평가이다.

#### 경식도 심초음파
심초음파를 수행하는 다른 방법으로 경식도 심초음파가 있다. 끝에 초음파 변환기가 포함된 특수 프로브가 환자의 식도로 전달된다. 이를 통해 심장 바로 뒤 위치에서 이미지 및 도플러 평가가 가능하다.

#### 스트레스 심초음파
심장의 초음파 영상을 사용하여 물리적 스트레스에 대한 반응으로 벽의 움직임을 평가하는 스트레스 심장 초음파가 있다. 먼저, 안정 시 심박수에서 환자의 벽 운동 기준선을 획득한다. 그런 다음 환자는 러닝머신 위를 걷거나 다른 운동 방식을 사용하여 심박수를 증가시킨다. 마지막으로 심장의 이미지를 "스트레스 상태에서" 촬영하여 최고 심박수에서 벽의 움직임을 평가한다. 스트레스 에코는 심장의 벽 운동을 평가한다.

#### 심장내 심초음파
초음파 탐침을 심장 안에 삽입하여 내부에서 심장의 구조를 보는 심초음파로 심장내 심초음파(ICE)가 있다.

#### 혈관내 초음파
혈관내 초음파는 카테터를 사용하여 초음파 프로브를 혈관 내부에 삽입하는 초음파이다. 이것은 혈관의 크기를 측정하고 혈관의 내경을 측정하는 데 사용된다.

#### 변형 심장초음파검사
변형률 영상은 국부적 수축기 변형 또는 국부적 변형률을 측정한다.

#### 3차원 심장초음파
적절한 처리 시스템을 사용하여 3차원 심초음파가 가능하다. 이것은 심장 병리, 특히 판막 결손 및 심근병증의 상세한 해부학적 평가를 가능하게 한다. 해부학적으로 적절한 방식으로 가상 심장을 무한 평면에서 슬라이스하고 해부학적 구조의 3차원 이미지를 재구성하는 능력은 선천적으로 기형 심장을 이해하는 데 독특하다.
3차원 심초음파 기술은 일반 모델을 기반으로 해부학적인 것을 식별할 수 있다. 이 기술은 심장 및 뇌, 폐, 간, 신장, 흉곽 및 척추의 다른 측면에 대한 환자별 3차원 모델링을 제공할 수 있다.

#### 조영 심초음파
초음파 조영제 또는 조영제를 추가하는 조영 심초음파가 있다. 조영제는 스트레스 심장초음파검사, 좌심실 혈전 평가 또는 심장의 다른 종괴 평가 중 벽 비후의 시각화를 향상시키는 데 쓰일 수 있다.